# أنتوني جاي براينت
أنتوني جاي براينت (بالإنجليزية: Anthony J. Bryant)‏ هو مؤرخ أمريكي، ولد في 14 فبراير 1961 في فرانكلين في الولايات المتحدة، وتوفي بنفس المكان في 25 ديسمبر 2013.